# Петриса фон Бюдинген
Петриса фон Бюдинген (на немски: Petrissa von Büdingen; * ок. 1194; † сл. 1249) е бургграфиня от Бюдинген-Гелнхаузен от 13 век, наследничка на Ветерау, и чрез женитба графиня на Хоенлое.
Тя е най-голямата от петте дъщери на Герлах II фон Бюдинген, бургграф на Гелнхаузен († пр. 1247), и първата му съпруга Мехтхилд фон Цигенхайн († 1229), дъщеря на граф Рудолф II фон Цигенхайн.

## Фамилия
Петриса се омъжва ок. 1223 г. за граф Конрад фон Хоенлое-Браунек-Романя (ок. 1192 – 1249), третият син на Хайнрих фон Хоенлое († сл. 1212). Те имат децата: 

- Хайнрих I фон Хоенлое-Браунек-Нойхауз († сл. 4 октомври 1267/1268), господар на Браунек-Нойхауз, Хоенлое-Халтенбергщетен (1249 – 1268), баща на два сина и една дъщеря
- Конрад фон Хоенлое († сл. 1251), господар на Хоенлое-Браунек-Нойхауз (fl. 1245 – 1251), женен за дъщеря на херцог Конрад I фон Тек
- Андреас († 1249), приор на Ноймюнстер във Вюрцбург 1245
- Готфрид фон Хоенлое-Браунек (I/II) фон Хоенлое-Браунек (* 1232; † 1312), господар на Хоенлое-Браунек-Браунек (1249/1273 – 1306/1312), женен I. за Вилибирг († 1278), II. сл. 1278 г. за Елизабет фон Кирбург († 1305)
- Мехтилд фон Хоенлое-Браунек († 1293), омъжена I. за пфалцграф Конрад фон Тюбинген († ок. 1253), II. 1253 г. за Рупрехт II фон Дюрн, господар на Форхтенберг († 1306)